# Henry Brudenell-Bruce (5e marquis d'Ailesbury)
Pour les articles homonymes, voir Bruce.
Cet article possède un paronyme, voir Henry Bruce.
Henry Augustus Brudenell-Bruce, 5e marquis d'Ailesbury (11 avril 1842 - 10 mars 1911), est un soldat britannique, homme d'affaires et homme politique conservateur.

## Biographie
Il est le troisième fils d'Ernest Brudenell-Bruce (3e marquis d'Ailesbury), et de sa femme Louisa Elizabeth, fille de John Horsley-Beresford, 2e baron Decies. Il fait ses études à la Windlesham House School et au Collège d'Eton.
Il sert dans l'armée britannique et obtient le grade de capitaine dans le 9e régiment d'infanterie et de lieutenant-colonel dans le 3e bataillon du régiment du duc d'Édimbourg dans le Wiltshire. Entre 1886 et 1892, il siège en tant que député de Chippenham. Il est également président de Meux & Co, brasseurs. En 1894, il accède au marquisat à la mort prématurée de son neveu et prend son siège à la Chambre des lords.

## Famille
Lord Ailesbury épouse, en 1870, Georgiana Sophia Maria Pinckney, fille de George Henry Pinckney, de Tawstock, Devon. Elle décède à Londres le 23 juin 1902. Ils ont trois enfants :
- Ernestine Mary Alma Georgiana (6 septembre 1871 - 18 mai 1953)
- George Brudenell-Bruce (6e marquis d'Ailesbury) (21 mai 1873 - 4 août 1961)
- Violet Louisa Marjory (1er mars 1880-26 août 1923). Elle épouse James Binney de Pampisford Hall, Cambridgeshire et a trois enfants, Merlin Brudenell Binney (1908), Olivia Rowena Binney (1910) et Hector Danneskiold Brdenell Binney (1919)[2].

Ailesbury reste veuf jusqu'à sa mort en mars 1911, à l'âge de 68 ans. Son fils George lui succède en tant que 6e marquis d'Ailesbury.